# Debiteurenbeheer
Debiteurenbeheer is het onderdeel van creditmanagement of kredietbeheer dat zich bezig houdt met de opvolging van debiteuren. 

## Doelstelling
Debiteurenbeheer verzorgt de debiteurgegevens en analyseert de debiteurenrisico's om zodoende onbetaalde facturen te voorkomen die een negatieve impact op de cashflow van de leverancier hebben en in extreme gevallen tot een faillissement zouden kunnen leiden.

## Werkzaamheden

### Fraudepreventie
Er dient voorkomen te worden dat:
- een debiteur zich voordoet als een andere identiteit. Dit risico is ook bekend onder de Engelse term identity theft
- er zaken worden gedaan met een als fraudeur gekende partij
- de vertegenwoordiger van de debiteur niet of onvoldoende gemachtigd is om zijn organisatie te verbinden

### Kredietbeheer
Om de impact van onbetaalde facturen te minimaliseren zal men volgende zaken controleren of inschakelen:
- het effectief bestaan van de debiteur via de officiële registratie
- het onderhevig zijn aan een insolventieprocedure als faillissement of gerechtelijke reorganisatie (BE) / surseance van betaling (NL).
- de kredietwaardigheid vaststellen om een kredietlijn en betalingstermijn te bepalen of enkel contante transacties te aanvaarden.
- het gebruik van externe kredietinformatie
- het gebruik van kredietverzekering of factoring

zie ook debiteurenrisico.

### Opvolging
Taken die bij de verdere opvolging horen:
- het actueel houden van de debiteurgegevens zoals bedrijfsnaam, rechtsvorm, adressen en contactpersonen
- het versturen van herinneringen tot betaling
- het opstarten van een invorderingsprocedure
- het afhandelen van insolventieprocedures